# Autostrada A50 (Włochy)
Autostrada A50 (Zachodnia Obwodnica Mediolanu) (wł. Tangenziale Ovest di Milano) – autostrada w aglomeracji Mediolanu stanowiąca fragment autostradowej obwodnicy miasta, którą oprócz A50 tworzą także autostrady A51, A52 oraz fragment A4. Arteria została oddana do ruchu w roku 1968 i przebiega przez zachodnie przedmieścia stolicy Lombardii. Trasa zaczyna się na węźle z Autostradą Jezior w rejonie miejscowości Rho na północny zachód od Mediolanu. Autostrada prowadzi następnie na południe do węzła z A7, a później w kierunku wschodnim do Autostrady Słońca, z którą spotyka się na południe od miasta. Trasa jest częścią dwóch szlaków komunikacyjnych: E35 i E62. Przejazd trasą jest płatny. Operatorem arterii jest spółka Milano Serravalle – Milano Tangenziali. Na całej trasie obowiązuje ograniczenie prędkości do 90 km/h.